# Je veux aussi
Pour plus de détails, voir Fiche technique et Distribution.
Je veux aussi (en russe : Я тоже хочу, Ya toje khotchou) est un drame russe d'Alekseï Balabanov sorti en 2012. C'est le dernier film du réalisateur. La première projection a lieu lors de la Mostra de Venise 2012.

## Fiche technique
- Titre : Je veux aussi
- Réalisation : Alekseï Balabanov
- Scénario : Alekseï Balabanov
- Photographie : Aleksandre Simonov
- Caméra : Valeri Petrov, Andreï Valentsov
- Musique : Leonid Fiodorov
- Costumes : Nadejda Vassilieva
- Cascades : Viatcheslav Ivanov, Oleg Korytine, Alexandre Soloviev
- Effets visuels : Oleg Beliaev
- Montage : Tatiana Kouzmitcheva
- Son : Kirill Glezine, Maxime Romasevitch
- Production : Sergueï Selianov (ru), Alekseï Balabanov
- Format : 1,78:1 - Couleur
- Durée : 80 minutes
- Pays : Russie
- Langue : russe
- Sortie : 2012

## Distribution
- Aleksandre Mossine : bandit
- Oleg Garkoucha (ru) : musicien
- Iouri Matveïev : Matveï
- Alissa Chitikova : jeune femme
- Viktor Gorbounov : père de Matveï
- Alekseï Balabanov : réalisateur
- Piotr Balabanov : garçon
- Avdotia Smirnova : guide
- Sergueï Cholokhov (ru) : guide

## Distinctions
Le film a été nommé pour le Nika du meilleur réalisateur.